# Lövészárok

Brit lövészárok az Albert–Bapaume út közelében Ovillers-la-Boisselle-ben, 1916 júliusában, a Somme-i csata alatt

A lövészárok a legegyszerűbb gyalogsági fedezékek közé tartozik, amely a lövészárokban elhelyezkedő katonáknak az ellenséges gyalogság tüze, valamint a kézigránátok, kisebb tüzérségi lövedékek ellen nyújt oltalmat. A lövészárkot ideális esetben olyan terepen alkalmazzák, amikor az árok előtt elterülő vidéken az előrenyomuló ellenség jól célba vehető.
A terepviszonyoknak megfelelően a lövészárok lehet egyenes, görbe vagy törött vonalvezetésű. Az első világháború második felében a lövészárkok általában már cikkcakkos kialakításúak voltak, hogy azokat ne lehessen hosszában átlőni. Nagysága és kiépítettsége szerint lehet kis és nagy lövészárok, illetve lövészállás. A lövészárok elülső, a támadó ellenség irányába eső oldalán természetes rézsutozással mellvédet állítanak fel (az árok kiásásából származó földdel), az árok belső oldalát, a terepviszonyoknak és a talaj minőségének megfelelően, meredekebbé alkotják, hogy a lövészárokban elhelyezkedő katonák nagyobb védelemben részesüljenek. A kis lövészárokból térdelve, a nagy lövészárokból állva, míg a lövészállásban lőpadra fellépve tüzelnek a katonák.
Az árkokat a történelem során folyamatosan alkalmazták, igaz kezdetben – a tűzfegyverek előtt – csak az ellenség támadásának lassítására, megakadályozására. Ilyen volt például a megerősített városok, várak körül ásott vizesárok is. A lőfegyverek feltalálásával és elterjedésével vált bevett gyakorlattá a lövészárkok kialakítása, amelynek első példája az új-zélandi maorik által épített Pā árkok.
Az amerikai polgárháború utolsó éveiben és a krími háború során is megjelentek a lövészárkok, de a lövészárokra épülő harcmodor legfejlettebb formáját az első  világháború során, a nyugati fronton érte el. A lövészárok-hadviselés során mélységben tagolt, kiterjedt lövészárok-rendszereket hoztak létre az antant és a központi hatalmak haderői, ahol az egyes védelmi vonalakat közlekedőárkok kötötték össze.